# أدفانتشر آيلاند 2
أدفانتشر آيلاند 2 (بالإنجليزية: )، هي لعبة فيديو يابانية، وهي الجزء الثاني من السلسلة الرئيسية للعبة أدفانتشر آيلاند، صدرت اللعبة في الأسواق سنة 1991، وهي من تطوير ونشر شركة هادسن سوفت، تعمل اللعبة على منصات نينتندو إنترتينمنت سيستم، غيم بوي وغامايت.